# Bol (Splitsko-dalmatinska županija)
Bol je općina u Hrvatskoj. Nalazi se u Splitsko-dalmatinskoj županiji.

## Opis
Na južnoj strani otoka Brača i jedna je od najpoznatijih hrvatskih turističkih destinacija. Ime "Bol" izvedeno je od latinskog vallum, što znači "ukop", "zemljani bedem", "zemljom utvđeno naselje".
Zanimljivost je da se, kad se govori da se nešto nalazi u Bolu, kaže "na Bolu", uz oblik "u Bolu".
Svjetski je prepoznatljiv simbol Bola plaža Zlatni rat. 

## Općinska naselja
U sastavu općine su dva naselja (stanje 2006.): Bol i Murvica.

## Zemljopis
Bol je naselje na otoku Braču. Nalazi se s južne strane Brača i jedino je veće naselje na toj strani otoka. Ima katamaransku vezu sa Splitom i Jelsom na Hvaru.

## Stanovništvo

### Popis 2011.
Prema popisu stanovništva iz 2011. godine, općina Bol ima 1630 stanovnika. Većina stanovništva su Hrvati s 95,15 %, a po vjerskom opredijeljenju većinu od 88,4 % čine pripadnici katoličke vjere.
| broj stanovnika | 1698  | 1631  | 1872  | 1960  | 2095  | 2101  | 1628  | 1491  | 1179  | 1143  | 1066  | 1101  | 1113  | 1507  | 1661  | 1630  | 1678  |
|                 | 1857. | 1869. | 1880. | 1890. | 1900. | 1910. | 1921. | 1931. | 1948. | 1953. | 1961. | 1971. | 1981. | 1991. | 2001. | 2011. | 2021. |

| broj stanovnika | 1698  | 1631  | 1723  | 1795  | 1901  | 1894  | 1628  | 1350  | 1070  | 1026  | 951   | 1021  | 1076  | 1478  | 1647  | 1609  | 1656  |
|                 | 1857. | 1869. | 1880. | 1890. | 1900. | 1910. | 1921. | 1931. | 1948. | 1953. | 1961. | 1971. | 1981. | 1991. | 2001. | 2011. | 2021. |

Po popisu stanovništva iz 2011. godine, općina Bol imala je 1630 stanovnika, raspoređenih u 2 naselja:
- Bol – 1609
- Murvica – 21

### Nacionalni sastav, 2001.
- Hrvati – 1580 (95,12 %)
- ostali – 67 (4,88 %)

Ukupno: 1661

## Uprava
Načelnica  općine Bol je  Katarina Marčić, nezavisni. Predsjednica 9-članog općinskog vijeća je Nataša Paleka Jakšić, nezavisni.

## Povijest
Bol se prvi put spominje kao lokalitet 1184. godine u Povaljskoj listini, načinjenoj u zgradi tzv. Biskupije (dominikanski samostan). Prvi spomen Bola kao naselja datira od 10. listopada 1475. godine, u darovnici kojom knez Zacharia daruje poluotok Glavicu dominikancima.
Na južnoj strani Brača Bol se lijepo razvijao već u 16. stoljeću. To dočarava podatak u svezi s poznatom hvarskom bunom Matije Ivanića. Godine 1512. u Bol je stigao Sebastijan Zustinian i tu skupio vojsku kojom je bio nakanio ugušiti pučki prevrat na Hvaru. Tom se prigodom u mjestu sabralo 400 Poljičana, preko 100 Zadrana i Šibenčana, 200 Bračana i 60 Trogirana, pa su svi brodovljem prebačeni na otok Hvar. Iz toga podatka može se uočiti da je naselje već bilo dovoljno napučeno kada se u mjestu mogla izvršiti grupacija i organizacija te mletačke vojne. Prema podacima crkvenih vizitatora Bol je 1611. godine imao 750 stanovnika od pričesti, 1618. oko 800, 1637. već 1000, a 1681. 1200 stanovnika. U 18. stoljeću razvitak toga primorskog bračkog naselja i dalje se nastavlja. Bol je 1724. imao 1400 stanovnika, 1738. godine 1600, a 1764. oko 1500 ljudi.
Taj nagli porast stanovništva nije utjecao samo na razvoj seoskoga graditeljstva nego i na razvoj stilske arhitekture. Pojedine plemićke obitelji podizale su takve zgrade i opskrbljivale ih raznim umjetninama, namještajem i općenito kulturnim vrednotama. Tako se na istočnoj strani bolske luke isticala gotička kuća s kraja 15. ili početka 16. stoljeća, ukrašena gotičkim biforama i ostalim gotičkim elementima, s tragovima utvrđenja na lijevoj strani pročelja i s kamenim enterijerima, pa je to sve skupa predstavljalo određenu raskoš jedne anonimne bolske plemićke obitelji. Usred obale je renesansno-barokna palača s velikim balkonom na istočnoj strani, ukrašena plemićkim amblemima, raskošnim fasadama na južnoj strani i intimnim dvorištem s profiliranim vratima iznad kojih se nalazi natpis iz 1694. godine. NOMINE EIVSDEM P. PETVO HABENDA ANNO MDCLXXXXIV. U prijevodu... Ova zgrada treba da uvijek bude pod njegovim imenom godine 1694.
Na morskoj obali u Bolu soprakomit bračke galije iz obitelji Vusio započeo je gradnju jednoga kaštela, kako bi se zaštitio od gusarskih prepada turskog brodovlja. Drugi je bio sagrađen između Sumartina i Bola, u predjelu Ravan, pa se i danas naziva Kaštel Vusio. Vrijedno je spomenuti i raskošnu baroknu palaču Lode, stilske unutrašnjosti i s dojmljivim brončanim kucalom iz radionice mletačkog kipara Tiziana Aspettija, te kuću obitelji Babić, koja nad ulaznim vratima ima simbol kršćanstva, kako bi se tim spomenikom pobile tvrdnje mještana da su doseljenici poganske vjere. U kući se nalazi nekoliko vrijednih umjetnina, pa to opet pokazuje smisao i potrebu za stilskim ukrašavanjem enterijera.
Civilnu arhitekturu dopunjuje i kuća bratovštine svetog Nikole, najstarije poznate bratovštine u Bolu. Nad vratima je simbol bratovštine, kip svetog Nikole, i natpisna ploča idućega sadržaja. QVESTO. EDIFICIO. FV. PRINCIPATO. ET. FINITO SOTTO. LI GOVERNATORI. DELLA. SCHOLA. DE SANTO. NICOLO. MISER. ZORZI. BORICHIO MISER. ZORZI. PETCOVICH. ET. MISER GIERONIMO. RADICHIEVICH. ANO DOMINI. 1586. ADI. PRIMI. DI. APRILIS. U prijevodu... Ova zgrada je započeta i dovršena pod upraviteljima bratovštine svetog Nikole gospodinom Jurjem Borićem, gospodinom Jurjem Petkovićem i gospodinom Jerolimom Radičevićem, ljeta Gospodnjega 1586. prvih dana travnja. 
Posebno mjesto u renesansnoj arhitekturi zauzima dominikanska crkva, na kojoj su uz dominantne renesansne također i gotički oblici. Posebnu draž daje joj nepravilno nadodan lijevi brod na kojemu je iznad ulaznih vratiju uklesan natpis. VNIVERSITAS. BOLI. SVIS. SVMPTIBVS. MDCXXXVI. U prijevodu... Boljani vlastitim sredstvima 1636. U crkvi se nalazi nekoliko grobova s početnim inicijalima bolskih bratovština, kao na primjer bratovština Gospe od Ruzarija (S.R), bratovština svetog Nikole (S.N), te bratovština Presvetog Sakramenta (S.S). Tima se može dodati i nekoliko grobnica bolskih plemićkih obitelji, grobnice obitelji Vitnico, Kuzmić itd. Zvonik crkve dominikanaca dograđen je u 18. stoljeću.
Mjesna crkva s izrazitim baroknim ukrasima, posvećena Gospi od Karmela, započela se graditi prije 1785. godine, ali je svoj današnji oblik u nadogradnji dobila spomenute godine. Redovna muška osnovna škola u Bolu počela je s radom 1841., ženska 1868., dok se hrvatski kao nastavni jezik uveo 1879. godine. Mušku je školu 1869./70. pohađao 81 učenik, a žensku 31 učenica. Godine 1822. u Bolu su bila na raspolaganju dva liječnika, Frano Lode i Ivan Paganopoli. 1873. godine Bol ima dva liječnika i dvije primalje.
U Drugom svjetskom ratu 1941. godine brački partizani stekli su prvo oružje provalom u vojni magazin u Bolu. Zaplijenili su 2 puškomitraljeza, 16 vojničkih pušaka, 20 bombi, 4 sanduka streljiva, kao i opremu za 12 vojnika. Uzeto oružje i oprema skriveni su privremeno u potkrovlje mjesne crkve, a zatim su preneseni u jednu špilju. 4. kolovoza zbog ovoga je ustaška kaznena ekspedicija blokirala Bol i uhitila desetak mještana pretresujući teren. Prvu oružanu akciju brački partizani pod zapovjedništvom Josipa Marinkovića Bepa izveli su početkom 1942. godine kad su napali tri žandara koji su se vraćali iz Bola za Selce i Pučišće. Likvidiran je jedan žandar narednik koji je prethodno otvarao vatru, a dvojica su se predala. Partizani su tom prilikom zaplijenili 3 puške, 1 revolver, 2 bombe, oko 600 metaka i 50 kg hrane. Dana 22. lipnja 1942. godine više udarnih skupina formiralo je četu bračkih partizana.

## Gospodarstvo
Boljani su se ribarstvu počeli okretati tek u 15.st. Poljoprivreda, pomorstvo i ribarstvo postali su glavni izvori egzistencije. Tek početkom 20. st. sve se više napuštaju tradicionalna zanimanja i na njihovo mjesto dolazi turizam. 
Povijesni dan za bolski turizam je 5. srpnja 1970. jer je to početak gradnje prvog "pravog" hotela na Bolu, hotela Elaphusa. U lipnju 1971. u hotel su stigli prvi gosti. Po prvi put su mladi hotelski radnici, mahom sinovi bračkih čobana, ribara, težaka i kamenara, dobili priliku raditi u pravom hotelu. 

## Poznate osobe
- Dasen Vrsalović, hrv. arheolog (1928. – 1981.)
- Tonka Petrić, hrv. pjesnikinja (1929. – 1996.)
- Benko Matulić, hrv. viceadmiral
- Marije Matulić, hrv. katolički pol. komentator[13]
- Angelo Bojanić, hrv. numizmatičar, skupljač i obrađivač kulturnog blaga
- Frano Radić, hrvatski polihistor, pedagog, arheolog, prevoditelj, prosvjetar, kulturni i javni djelatnik

## Spomenici i znamenitosti
Sakralni objekti:
- Dominikanski samostan i crkva sv. Marije Milosne, s brojnim slikama Tripa Kokolje
- Crkva Gospe od Karmena
- Crkva sv. Ivana
- Crkva sv. Ante
- pustinja Blaca (u blizini Bola)

Arheološki lokaliteti:
- Villa rustica na Zlatnom ratu
- Zidine na brdu Koštilo

Ostalo:
- Kulturno-povijesna cjelina Bola
- Hotelski sklop Bretanide
- Sklop kuća Radić (Romac)
- Perivoj Martinis-Marchi
- Kuća Vusio
- Mlin na vjetar
- Nikolorića dvori
- Zgrada Galerije Dešković
- Zgrada u Račiću 2
- Zgrada hotela Bijela kuća
- Zgrada škole i vinarske zadruge
- plaža Zlatni rat
- Kuća u kući

## Obrazovanje
- Osnovna škola "Bol"
- Srednja škola "Bol"

## Kultura
- "Bolsko lito" (Bol Summer Festival)
- muzej pri dominikanskom samostanu
- folklorno društvo "Krejonca"
- galerija umjetnina "Branislav Dešković", s izloženim djelima istoimenog umjetnika
- Centar za kulturu općine Bol
- Općinska knjižnica "Hrvatska čitaonica"

## Šport
- Croatia Bol Ladies Open, ženski WTA teniski turnir koji se 1991. te od 1995. do 2003. održavao u Bolu. Mirjana Lučić je osvajala turnir 1997. i 1998., a pobjednica posljednjeg turnira 2003. bila je Vjera Zvonarjeva
- Bol Open (od 1999.), windsurfing regata, bila je dio PWA World Toura i IFCA Grand Prixa

## Vanjske poveznice

### Sestrinski projekti
|  | Zajednički poslužitelj ima još gradiva o temi Bol (Splitsko-dalmatinska županija) |

### Mrežna sjedišta
- Službena stranica općine
- Stranica Turističke zajednice